# 밀로시 제만
밀로시 제만(체코어: Miloš Zeman, 1944년 9월 28일~)은 체코의 정치인이다. 제3대 체코의 대통령(2013년~2023년)을 역임 하였으며, 제3대 체코의 총리(1998년~2002년), 하원 의장(1996년~1998년), 체코 사회민주당(ČSSD) 당수(1993년~2001년)을 역임하였다. 2007년 이르지 파로우베크 집행부와의 대립으로 인해 ČSSD를 탈당해 2009년에 새로운 정당인 시민권리당(Strana Práv Občanů - Zemanovci, SPOZ)을 설립했다.

## 역대 선거 결과
| 선거명      | 직책명        | 대수 | 정당       | 1차 득표율 | 1차 득표수  | 2차 득표율 | 2차 득표수  | 결과 | 당락 |
| ----------- | ------------- | ---- | ---------- | ---------- | ----------- | ---------- | ----------- | ---- | ---- |
| 2013년 선거 | 체코의 대통령 | 3대  | 시민권리당 | 24.22%     | 1,245,848표 | 54.80%     | 2,717,405표 | 1위  |      |
| 2018년 선거 | 체코의 대통령 | 3대  | 시민권리당 | 38.57%     | 1,985,547표 | 51.37%     | 2,853,390표 | 1위  |      |